# Vitrianka
Vitrianka (en (ucraïnès): Вітрянка) és un poble de la República Autònoma de Crimea a Ucraïna, que el 2014 tenia 104 habitants. Pertany al districte rural de Rozdólne.